# Slowaaks voetbalelftal in 1996
Het Slowaaks voetbalelftal speelde zeven interlands in het jaar 1996, waaronder vier duels in de kwalificatiereeks voor het WK voetbal 1998 in Frankrijk. De selectie stond onder leiding van bondscoach Jozef Jankech, die Jozef Vengloš in het voorafgaande jaar was opgevolgd. Op de in 1993 geïntroduceerde FIFA-wereldranglijst steeg Slowakije in 1996 van de 36ste (januari 1996) naar de 30ste plaats (december 1996).

## Balans
| Wedstrijden | Wedstrijden | Wedstrijden | Wedstrijden | Doelpunten | Doelpunten | Doelpunten | Punten |
| Gespeeld    | Winst       | Gelijk      | Verlies     | Voor       | Tegen      | Saldo      | Punten |
| ----------- | ----------- | ----------- | ----------- | ---------- | ---------- | ---------- | ------ |
| 7           | 4           | 1           | 2           | 17         | 7          | –10        | 1.286  |

## Interlands
|                                                    |                                                                       |       |             |                                                                                      |
| 27 maart Vriendschappelijk № 37 «onderlinge duels» | Slowakije                                                             | 4 – 0 | Wit-Rusland | Štadión pod Zoborom, Nitra Toeschouwers: 3.058 Scheidsrechter: Marek Kowalczyk (POL) |
| 27 maart Vriendschappelijk № 37 «onderlinge duels» | Július Šimon 24' Jaroslav Timko 32' Marek Ujlaky 61' Jozef Juriga 83' |       |             | Štadión pod Zoborom, Nitra Toeschouwers: 3.058 Scheidsrechter: Marek Kowalczyk (POL) |

|                                                    |           |       |           |                                                                                |
| 24 april Vriendschappelijk № 38 «onderlinge duels» | Slowakije | 0 – 0 | Bulgarije | Štadión Spartaka, Trnava Toeschouwers: 10.927 Scheidsrechter: István Vad (HUN) |
| 24 april Vriendschappelijk № 38 «onderlinge duels» |           |       |           | Štadión Spartaka, Trnava Toeschouwers: 10.927 Scheidsrechter: István Vad (HUN) |

|                                                 |                                           |       |                  |                                                                                       |
| 9 mei Vriendschappelijk № 39 «onderlinge duels» | Zweden                                    | 2 – 1 | Slowakije        | Olympia Stadion, Helsingborg Toeschouwers: 10.798 Scheidsrechter: David Elleray (ENG) |
| 9 mei Vriendschappelijk № 39 «onderlinge duels» | Martin Dahlin 51' Marián Zeman 86' (e.d.) |       | 65' Marián Zeman | Olympia Stadion, Helsingborg Toeschouwers: 10.798 Scheidsrechter: David Elleray (ENG) |

|                                                     |                |       |                                         |                                                                            |
| 31 augustus WK-kwalificatie № 40 «onderlinge duels» | Faeröer        | 1 – 2 | Slowakije                               | Svangaskarð, Toftir Toeschouwers: 10.798 Scheidsrechter: Terje Hauge (NOR) |
| 31 augustus WK-kwalificatie № 40 «onderlinge duels» | Jan Müller 60' |       | 13' Ľubomír Moravčík 89' Peter Dubovský | Svangaskarð, Toftir Toeschouwers: 10.798 Scheidsrechter: Terje Hauge (NOR) |

|                                                      | |       |       |                                                                                  |
| 22 september WK-kwalificatie № 41 «onderlinge duels» | Slowakije                                                                                                 | 6 – 0 | Malta | Tehelné pole, Bratislava Toeschouwers: 2.236 Scheidsrechter: Giorgos Bikas (GRE) |
| 22 september WK-kwalificatie № 41 «onderlinge duels» | Dušan Tittel 13' Július Šimon 15' Marian Zeman 37' Jaroslav Timko 56' Peter Dubovský 59' Dušan Tittel 90' |       |       | Tehelné pole, Bratislava Toeschouwers: 2.236 Scheidsrechter: Giorgos Bikas (GRE) |

|                                                    |                                                              |       |         |                                                                                 |
| 23 oktober WK-kwalificatie № 42 «onderlinge duels» | Slowakije                                                    | 3 – 0 | Faeröer | Tehelné pole, Bratislava Toeschouwers: 5.442 Scheidsrechter: Salem Prolić (GRE) |
| 23 oktober WK-kwalificatie № 42 «onderlinge duels» | Peter Dubovský 20' Tibor Jančula 44' Július Šimon 57' (pen.) |       |         | Tehelné pole, Bratislava Toeschouwers: 5.442 Scheidsrechter: Salem Prolić (GRE) |

|                                                     |                                                                                |       |                  |                                                                                            |
| 13 november WK-kwalificatie № 43 «onderlinge duels» | Spanje                                                                         | 4 – 1 | Slowakije        | Estadio Rodríguez López, Santa Cruz Toeschouwers: 13.500 Scheidsrechter: Markus Merk (GER) |
| 13 november WK-kwalificatie № 43 «onderlinge duels» | Juan Antonio Pizzi 39' Guillermo Amor 47' Luis Enrique 56' Fernando Hierro 61' |       | 40' Dušan Tittel | Estadio Rodríguez López, Santa Cruz Toeschouwers: 13.500 Scheidsrechter: Markus Merk (GER) |

## FIFA-wereldranglijst
| JAN | FEB | MAR | APR | MEI | JUN | JUL | AUG | SEP | OKT | NOV | DEC |
| --- | --- | --- | --- | --- | --- | --- | --- | --- | --- | --- | --- |
| 36  | 38  | 38  | 39  | 39  | 39  | 37  | 38  | 40  | 37  | 30  | 30  |

## Statistieken
| Ladislav Molnár  | 1960-09-12 | 1. FC Košice        | 4 | 0 | 0 | 18 | 0  |
| Alexander Vencel | 1967-03-02 | RC Strasbourg       | 3 | 0 | 0 | 9  | 0  |
| Miroslav Seman   | 1973-01-14 | Tatran Prešov       | 0 | 1 | 0 | 1  | 0  |
| Verdediging      |            |                     |   |   |   |    |    |
| Vladimír Kinder  | 1969-03-14 | Middlesbrough FC    | 5 | 1 | 0 | 24 | 1  |
| Marián Zeman     | 1974-07-07 | Istanbulspor        | 5 | 0 | 2 | 14 | 2  |
| Igor Bališ       | 1970-01-05 | Spartak Trnava      | 5 | 0 | 0 | 10 | 0  |
| Ivan Kozák       | 1970-06-18 | 1. FC Košice        | 2 | 5 | 0 | 13 | 0  |
| Miloš Glonek     | 1968-09-26 | Stade Malherbe Caen | 1 | 0 | 0 | 12 | 0  |
| Dušan Tóth       | 1971-02-08 | 1. FC Košice        | 1 | 0 | 0 | 1  | 0  |
| Rastislav Kostka | 1972-09-11 | Spartak Trnava      | 0 | 1 | 0 | 2  | 0  |
| Middenveld       |            |                     |   |   |   |    |    |
| Július Šimon     | 1965-07-19 | Spartak Trnava      | 7 | 0 | 3 | 13 | 4  |
| Dušan Tittel     | 1966-12-17 | Slovan Bratislava   | 7 | 0 | 3 | 21 | 5  |
| Miroslav Karhan  | 1976-06-21 | Spartak Trnava      | 6 | 0 | 0 | 9  | 0  |
| Róbert Tomaschek | 1972-08-25 | Slovan Bratislava   | 6 | 0 | 0 | 21 | 0  |
| Peter Dubovský   | 1972-05-07 | Real Oviedo         | 5 | 0 | 3 | 19 | 10 |
| Ľubomír Moravčík | 1965-06-22 | SC Bastia           | 5 | 0 | 1 | 19 | 4  |
| Marek Ujlaky     | 1974-03-26 | Spartak Trnava      | 2 | 5 | 1 | 10 | 2  |
| Samuel Slovák    | 1975-10-17 | Slovan Bratislava   | 2 | 0 | 0 | 2  | 0  |
| Jozef Juriga     | 1968-00-00 | Slovan Bratislava   | 1 | 1 | 1 | 5  | 1  |
| Vladislav Zvara  | 1971-12-11 | 1. FC Košice        | 0 | 1 | 0 | 9  | 0  |
| Aanval           |            |                     |   |   |   |    |    |
| Jaroslav Timko   | 1965-09-28 | Spartak Trnava      | 7 | 0 | 2 | 17 | 6  |
| Tibor Jančula    | 1969-06-16 | Slovan Bratislava   | 2 | 2 | 1 | 8  | 4  |
| Róbert Semeník   | 1973-01-13 | 1. FC Košice        | 1 | 1 | 0 | 3  | 0  |
| Jozef Kožlej     | 1973-07-08 | 1. FC Košice        | 0 | 1 | 0 | 1  | 0  |
| Ľubomír Luhový   | 1967-03-31 | Inter Bratislava    | 0 | 1 | 0 | 3  | 0  |
| Stefan Maixner   | 1968-04-14 | Slovan Bratislava   | 0 | 1 | 0 | 3  | 0  |